# Arambourgiania
Arambourgiania (que significa "gigante de Camille Arambourg") es un género extinto de pterosaurio del Cretácico superior (Maastrichtiense) de Jordania. Fue uno de los mayores miembros de su grupo.

## Descubrimiento
A principios de la década de 1940, un trabajador de ferrocarril durante unas reparaciones en la línea ferroviaria Amán-Damasco cerca a Russeifa halló un hueso fósil de cerca de 60 centímetros de largo. En 1943 fue adquirido por el director de una mina de fosfato cercana, Amin Kawar, quien después de la II Guerra Mundial atrajo la atención de un arqueólogo británico, Fielding. Esto generó alguna publicidad, el hueso fue mostrado al rey Abdullah I de Jordania y dio cuenta a la comunidad científica del hallazgo.
En 1953 el fósil fue enviado a París, donde fue examinado por Camille Arambourg del Museo Nacional de Historia Natural de Francia. Él en 1954 concluyó que el hueso era el metacarpo del ala de un pterosaurio gigante. En 1959 él acuñó un nuevo género y especie: Titanopteryx philadelphiae. El nombre del género significa "ala titánica" en griego; el nombre científico de la especie se refiere al nombre de la ciudad de Amán en la Antigüedad: Filadelfia. Arambourg dejó que se hiciera un molde de yeso y entonces envió el fósil de regreso a la mina de fosfatos; este último aspecto fue más tarde olvidado y se asumió que el hueso se extravió. 

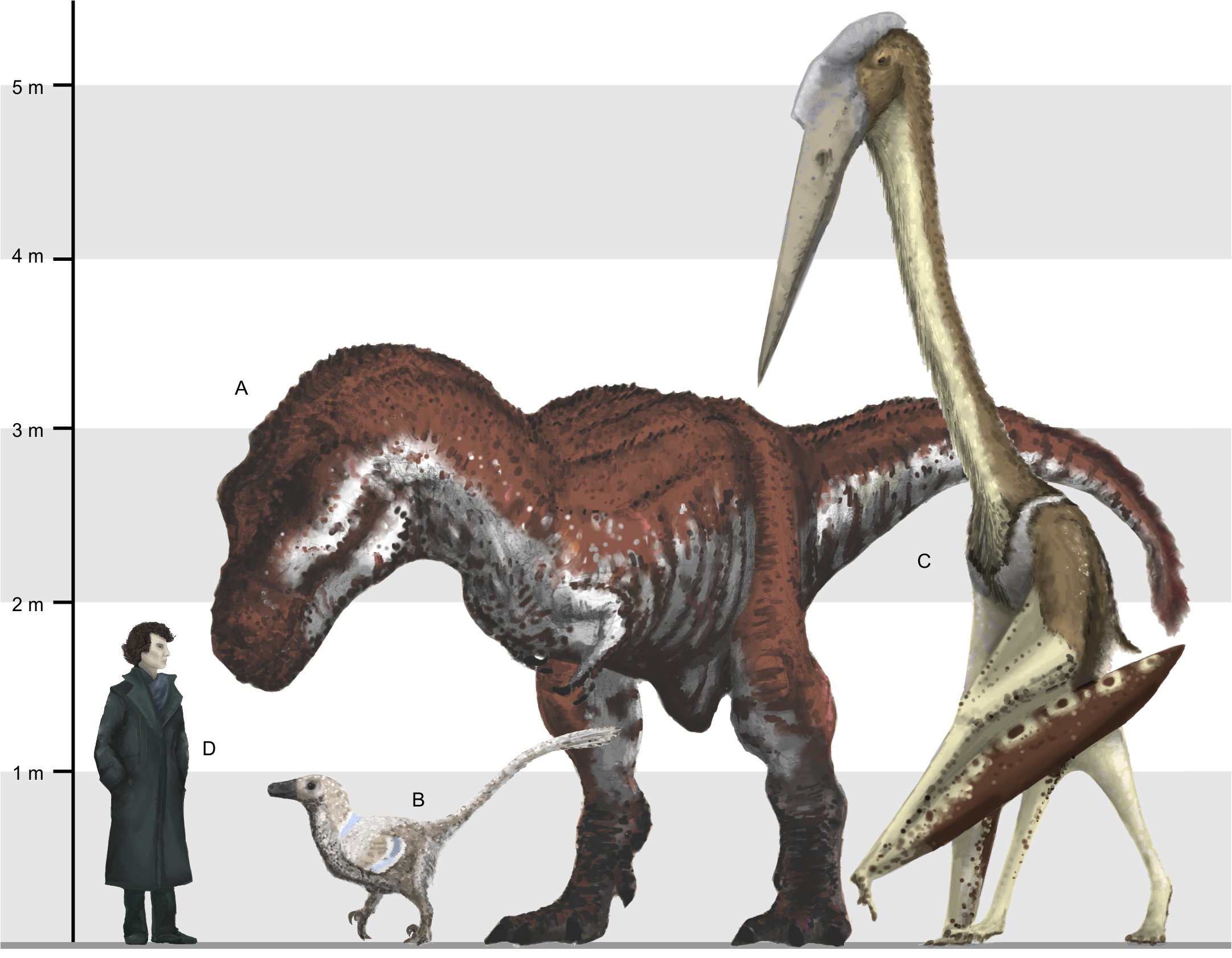
Recreación en vida.

En 1975 Douglas A. Lawson, estudiando al emparentado Quetzalcoatlus, concluyó que el hueso no era un metacarpo sino una vértebra cervical.
En los años ochenta el paleontólogo ruso Lev Nesov fue informado por un entomólogo que el nombre Titanopteryx ya había sido utilizado en 1934 por Günther Enderlein para una mosca de la familia Simulidae y esto lo hacía un género pre-ocupado en relación con el pterosaurio. Por lo tanto en 1987 él renombró al género como Arambourgiania, en homenaje a Arambourg. Sin embargo, el nombre "Titanopteryx" siguió usándose de manera informal en Occidente, mayormente porque muchos asumieron que de cualquier manera el nombre era un nomen dubium.
A principios de 1995, los paleontólogos David Martill y Eberhard Frey viajaron a Jordania en un intento de aclarar el asunto. En un armario de la oficina de la Compañía Jordana de Minas de Fosfato ellos descubrieron otros huesos de pterosaurio: una vértebra pequeña y los extremos proximal y distal de una falange del ala — pero no el hallazgo original. Sin embargo, después de su partida a Europa un ingeniero de la mina, Rashdie Sadaqah, investigó más a fondo y en 1996 estableció que la compañía lo había vendido en 1969 al geólogo Hani N. Khoury quien lo donó en 1973 a la Universidad de Jordania; el fósil aún continúa entre las colecciones de este instituto y pudo ser reexaminado por Martill y Frey.

## Descripción

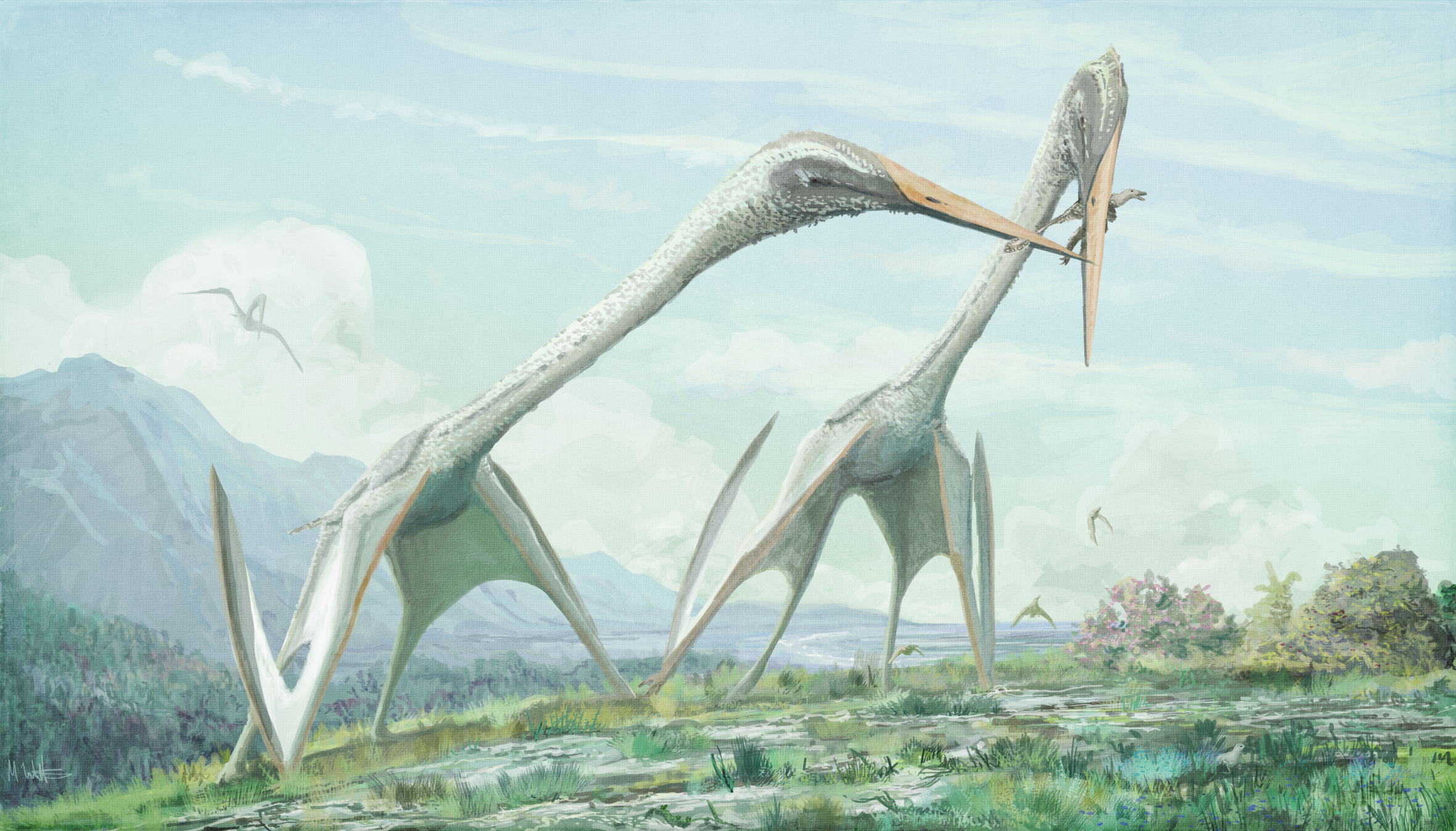
Recreación de dos Arambourgiania, disputándose un terópodo pequeño.

El holotipo, VF 1, consiste de una vértebra cervical muy alargada, probablemente la quinta. Hoy la sección media está perdida; el hallazgo original medía unos 62 centímetros de longitud, pero se ha roto en tres partes. La mayor parte del fósil se compone de un relleno interno o molde; las paredes óseas delgadas no aparecen en la mayor parte de la superficie. El hallazgo original no representaba la vértebra entera; el final posterior estaba ausente. Frey y Martill estimaron que la longitud total debe de haber sido de 78 centímetros, comparándola con la posición relativa del menor diámetro del eje de la quinta vértebra cervical de Quetzalcoatlus. A partir de allí se extrapoló la longitud total del cuello, que sería de cerca de tres metros. A partir de la relativamente delgada vértebra la dimensión de longitud fue seleccionada para ser comparada con la de Quetzalcoatlus, estimada en 66 centímetros de largo, resultando en un coeficiente de 1,18. Aplicando este coeficiente al tamaño total, Frey y Martill concluyeron en 1998 que la envergadura alar de Arambourgiania habría sido de doce a trece metros, comparado a los diez u once metros de Quetzalcoatlus, y que por lo tanto Arambourgiania era el pterosaurio más grande conocido hasta entonces. Las estimaciones posteriores han sido más moderadas, a veces tan bajas como siete metros.
Frey y Martill rechazaron la sugerencia de que Arambourgiania fuera un nomen dubium o que fuera idéntico a Quetzalcoatlus y afirmaron su validez en relación con "Titanopteryx".
Nesov en 1984 situó a la especie dentro de la subfamilia Azhdarchinae, parte de la familia Pteranodontidae; en el mismo año Kevin Padian la colocó en Titanopterygidae. Ambos conceptos han caído en desuso dado que dichas formas ahora son comúnmente asignadas a la familia Azhdarchidae.